# Le Mesnil-Eudes
Le Mesnil-Eudes ist eine französische Gemeinde mit 250 Einwohnern (Stand 1. Januar 2022) im Département Calvados in der Region Normandie. Sie gehört zum Kanton Mézidon Vallée d’Auge und zum Arrondissement Lisieux. 
Sie grenzt im Nordwesten an Saint-Pierre-des-Ifs, im Nordosten an Les Monceaux (Berührungspunkt), Saint-Martin-de-la-Lieue, im Südosten an Saint-Germain-de-Livet, im Südwesten an Lessard-et-le-Chêne und im Westen an Le Mesnil-Simon.

## Bevölkerungsentwicklung
| Jahr      | 1962 | 1968 | 1975 | 1982 | 1990 | 1999 | 2008 | 2015 |
| --------- | ---- | ---- | ---- | ---- | ---- | ---- | ---- | ---- |
| Einwohner | 236  | 226  | 228  | 245  | 288  | 286  | 315  | 269  |

## Sehenswürdigkeiten

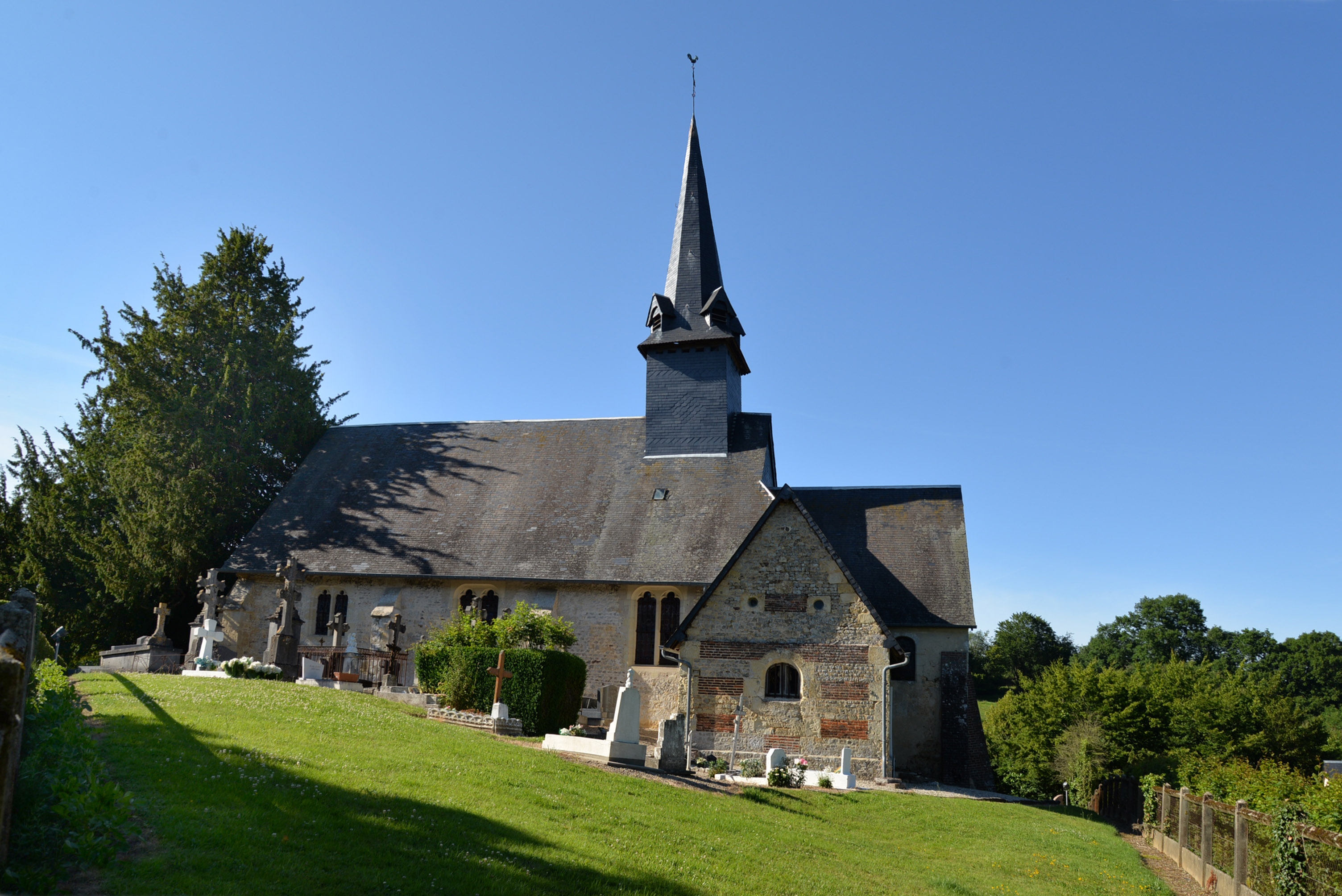
Kirche Notre-Dame

- Kirche Notre-Dame